# Christophe Raymond
Christophe Raymond, né le 1er septembre 1969 à Amiens dans la Somme, est un footballeur et entraîneur français qui évoluait au poste de défenseur dans les années 1990. Il est actuellement l'entraîneur de l'US Boulogne Côte d'Opale.

## Statistiques
Le tableau ci-dessous résume les statistiques en matches officiels de Christophe Raymond durant sa carrière de joueur.
| Saison                | Club                     | Championnat           | Championnat | Championnat | Coupe(s) nationale(s) | Coupe(s) nationale(s) | Total | Total |
| Saison                | Club                     | Division              | M.          | B.          | M.                    | B.                    | M.    | B.    |
| 1987-1988             | Amiens SC                | Division 3            | 30          | 2           |                       |                       | 30    | 2     |
| 1988-1989             | Amiens SC                | Division 4            |             |             |                       |                       | 0     | 0     |
| 1989-1990             | Amiens SC                | Division 4            |             |             |                       |                       | 0     | 0     |
| 1990-1991             | Amiens SC                | Division 3            | 20          | 0           | 1                     | 0                     | 21    | 0     |
| 1991-1992             | Amiens SC                | Division 2            | 21          | 1           |                       |                       | 21    | 1     |
| 1992-1993             | Amiens SC                | Division 2            | 25          | 0           | 1                     | 0                     | 26    | 0     |
| 1993-1994             | Amiens SC                | National 1            | 28          | 3           |                       |                       | 28    | 3     |
| 1994-1995             | Amiens SC                | Division 2            | 31          | 2           | 2                     | 0                     | 33    | 2     |
| 1995-1996             | Amiens SC                | Division 2            | 30          | 1           | 3                     | 0                     | 33    | 1     |
| 1996-1997             | Amiens SC                | Division 2            | 33          | 2           | 2                     | 0                     | 35    | 2     |
| Sous-total            | Sous-total               | Sous-total            | 218         | 11          | 9                     | 0                     | 227   | 11    |
| 1997-1998             | AS Beauvais Oise         | Division 2            | 33          | 2           | 3                     | 0                     | 36    | 2     |
| 1998-1999             | AS Beauvais Oise         | Division 2            | 25          | 4           | 2                     | 0                     | 27    | 4     |
| Sous-total            | Sous-total               | Sous-total            | 58          | 6           | 5                     | 0                     | 63    | 6     |
| 1999-2000             | Amiens SC                | Division 2            | 6           | 0           | 1                     | 0                     | 7     | 0     |
| Sous-total            | Sous-total               | Sous-total            | 6           | 0           | 1                     | 0                     | 7     | 0     |
| 2000-2001             | FC Libourne-Saint-Seurin | CFA                   | 10          | 1           | 1                     | 0                     | 11    | 1     |
| Sous-total            | Sous-total               | Sous-total            | 10          | 1           | 1                     | 0                     | 11    | 1     |
| Total sur la carrière | Total sur la carrière    | Total sur la carrière | 292         | 18          | 16                    | 0                     | 308   | 18    |